# Хэнк Марвин
Хэнк Бра́йан Ма́рвин (англ. Hank Brian Marvin, при рождении Бра́йан Ро́бсон Ра́нкин (англ. Brian Robson Rankin); род. 28 октября 1941, Ньюкасл-апон-Тайн, Англия, Великобритания) — английский музыкант-мультиинструменталист, вокалист и композитор. Наиболее известен как ведущий гитарист The Shadows, рок-группы, специализирующейся на инструментальной музыке. Многие рок-гитаристы называют Марвина одним из тех, кто оказал на них большое влияние.

## Биография и творчество

### Ранние годы
Брайан Робсон Ранкин родился в городе Ньюкасл-апон-Тайн, на северо-востоке Англии. В детстве он играл на банджо и фортепиано. Наслушавшись Бадди Холли, маленький Брайан решил научиться играть и на гитаре.
Свой сценический псевдоним «Хэнк Марвин» он выбрал в начале карьеры. «Хэнк» происходит от прозвища, которое ему дали в детстве, хотя друзья звали его Брайаном. «Марвин» происходит от имени певца рокабилли Марвина Рейнуотера.
В возрасте 16 лет Марвин и его школьный друг Брюс Уэлч в одном из лондонских баров в Сохо познакомились с Джонни Фостером, менеджером Клиффа Ричарда. Фостер искал гитариста для тура Ричарда по Великобритании и рассматривал на эту роль Тони Шеридана. Тем не менее, его выбор остановился на Марвине, и тот присоединился к The Drifters, известным как «группа Клиффа Ричарда».
Впервые Марвин встретил Ричарда там же, в Сохо, в ателье одежды, где Клифф примерял розовую куртку. The Drifters провели первую репетицию с Ричардом в его семейном доме.

### С The Shadows
Вскоре группа поддержки Клиффа Ричарда изменила свое название с The Drifters на The Shadows, чтобы избежать путаницы с одноимённой американской вокальной группой, и в 1960 году они начали записывать свои собственные инструментальные альбомы. Первым их синглом стал «Apache», который в июле того же года занял первое место в британских чартах.
С 1958 по 1968 год, когда The Shadows распались в первый раз, группа записала и четыре других популярных сингла: «Kon Tiki» (1961), «Wonderful Land» (1962), «Dance On» (1962) и «Foot Таpper» (1963). Вместе с Иэном Сэмвеллом Марвин стал соавтором хита Клиффа Ричарда 1960 года «Gee Whiz It’s You». Совместно с Уэлчем, Брайаном Беннеттом и Джоном Ростиллом он написал для Ричарда также такие хиты, как «On the Beach», «I Could Easily Fall in Love with You» (оба 1964), «Time Drags By» и «In the Country» (оба 1966). После 1968-го группа воссоединялась время от времени для участия в совместных проектах, среди которых, помимо прочего, выступление на «Евровидении» в 1975 году, где они заняли второе место, и запись музыки к фильму Майкла Чимино «Охотник на оленей» (1979).

### Сольная карьера
В 1969 году Хэнк Марвин выпустил свой первый сольный альбом, первый сингл которого "Goodnight Dick" и два последующих имели посредственный коммерческий успех. Затем Марвин сосредоточился на музыкальном проекте с Брюсом Уэлчем и австралийским певцом Джоном Фарраром. В составе этого вокального трио, получившего название Marvin, Welch & Farrar, он записал два альбома, а третий — с Фарраром, но без Уэлча. Когда The Shadows вновь воссоединились в 1973-м, Марвин совместил свое пребывание в группе с сольными записями, которые он возобновил в 1977 году с альбомом The Hank Marvin Guitar Syndicate.
С тех пор он чередовал выпуск своих альбомов внутри The Shadows и вне группы, привлекая к участию в совместном творчестве других артистов, с которыми он также сотрудничал во время концертных выступлений. Он участвовал в совместной работе и с некоторыми членами The Beatles, такими как Джордж Харрисон и Пол Маккартни, личным другом которых он являлся с тех пор, как Shadows и Beatles делили студию звукозаписи на Эбби-Роуд. В 1988 году Марвин сотрудничал с французским клавишником и композитором Жаном-Мишелем Жарром, работая над альбомом Revolutions, где Хэнк играл на гитаре в композиции "London Kid" в студийных сессиях и во время последующего тура Жарра, в котором он выступал перед более чем 200 тысячами зрителей на двух концертах в лондонском Royal Victoria Dock 8 и 9 октября 1988 года.
В 1990-е годы он сотрудничал с Дуэйном Эдди (во время записи альбома Марвина Into the Light 1992 года), Брайаном Мэем, Марком Нопфлером и др.
Дважды Хэнк Марвин выступал с французским гитаристом Жаном-Пьером Данелем — в его альбомах 2007 и 2010 годов (оба — в десятке лучших хитов).
В 2004 году ко дню рождения королевы Великобритании Уэлча и Беннетта за заслуги в музыке произвели в звание офицеров Ордена Британской империи. Марвин отказался от этой чести по личным причинам.
28 октября 2009-го в знак признания его уникального вклада в музыку ему был вручён Золотой значок BASCA (British Academy of Songwriters, Composers and Authors (Британская академия авторов песен, композиторов и авторов текстов песен)).

## Личная жизнь
В 1960 году Хэнк Марвин женился на Берил Кинг, которая родила от него четырёх детей (один из них, Дин, умер в 1997 году ); в 1968-м году пара рассталась. Позже он сочетался браком с Луизой Мартой Хафман, которая скончалась в феврале 1998 года; она родила ему ещё трёх: Пола Майкла Рэнкина, Джеймса Брайана Рэнкина и Луизу Камил Рэнкин.
В настоящий момент Марвин женат на Кароль, от которой имеет двух детей. Вместе с семьёй он проживает в Перте, Западная Австралия. Хэнк Марвин — обращённый Свидетель Иеговы. Он и остальные члены его семьи — вегетарианцы.
Марвин — признанный поклонник The Beatles и известный коллекционер всего, что связано с группой. В 1970 году он стал свидетелем одной из сессий записи альбома Let It Be. Кроме того, ему принадлежат 10 песен из каталога Клиффа Ричарда и его собственная звукозаписывающая компания Brillant Brain.

## Дискография

### Синглы
| 1968                                                                         | "London's Not Too Far" (V)               | "Running Out of World" (V) (The Shadows) | —  | Columbia DB 8326                                         |
| 1969                                                                         | "Goodnight Dick"                         | "Wahine"                                 | —  | Columbia DB 8552                                         |
| 1969                                                                         | "Sunday For Seven Days"                  | "Sacha"                                  | —  | Columbia DB 8601                                         |
| 1969                                                                         | "Throw Down A Line" (V)                  | "Reflections"                            | 7  | Columbia DB 8615 (Клифф Ричард и Хэнк Марвин)            |
| 1969                                                                         | "Slaughter on 10th Avenue" (The Shadows) | "Midnight Cowboy"                        | —  | Columbia DB 8628                                         |
| 1970                                                                         | "Sacha"                                  | "Goodnight Dick"                         | —  | Columbia DO-8885 (только в Австралии и Новой Зеландии)   |
| 1970                                                                         | "The Joy of Living" (V)                  | "Leave My Woman Alone" (V) / "Boogatoo"  | 25 | Columbia DB 8657 (Клифф Ричард и Хэнк Марвин)            |
| 1970                                                                         | "Break Another Dawn"                     | "Would You Believe It" (V)               | —  | (Не издан, только демоверсия)                            |
| 1970                                                                         | "Break Another Dawn"                     | "Morning Star"                           | —  | Columbia DB 8693                                         |
| 1970                                                                         | "Morning Star"                           | "Evening Comes"                          | —  | Columbia DO-9112 (только в Австралии и Новой Зеландии)   |
| 1977                                                                         | "Flamingo"                               | "Syndicated"                             | —  | EMI 2744 (Hank Marvin Guitar Syndicate)                  |
| 1981                                                                         | "Sacha" / "Sunday For Seven Days"        | "Morning Star" / "Evening Comes"         | —  | Hank Marvin EP (только в Новой Зеландии)                 |
| 1982                                                                         | "Don't Talk" (V)                         | "Life Line" (V)                          | 49 | Polydor POSP420                                          |
| 1982                                                                         | "The Trouble With Me Is You" (remix) (V) | "Captain Zlogg"                          | —  | Polydor POSP479                                          |
| 1983                                                                         | "The Hawk and the Dove" (V)              | "Janine"                                 | —  | Polydor POSP581                                          |
| 1983                                                                         | "Invisible Man" (V)                      | "All Alone With Friends"                 | —  | Polydor POSP618                                          |
| 1986                                                                         | "Living Doll"                            |                                          | 1  | (Клифф Ричард и The Young Ones с участием Хэнка Марвина) |
| 1989                                                                         | "London Kid"                             |                                          | 52 | (Жан-Мишель Жарр с участием Хэнка Марвина)               |
| 1992                                                                         | "We Are The Champions" (с Брайаном Мэем) | "Moontalk" / "Into the Light" (CD)       | 66 | Polydor PO 229                                           |
| 1993                                                                         | "Wonderful Land" (с Марком Нопфлером)    | "Hot Rox" (CD) / "Nivram"                | —  | Polydor PO297                                            |
| (V) означает вокальный; прочерк "—" означает, что сингл отсутствует в чарте. |                                          |                                          |    |                                                          |

### Студийные и концертные альбомы
| 1969                                                  | Hank Marvin                            | 14 |
| 1977                                                  | Hank Marvin Guitar Syndicate           | —  |
| 1982                                                  | Words and Music                        | 66 |
| 1983                                                  | All Alone with Friends                 | —  |
| 1992                                                  | Into the Light                         | 18 |
| 1993                                                  | Heartbeat                              | 17 |
| 1995                                                  | Hank Plays Cliff                       | 33 |
| 1996                                                  | Hank Plays Holly                       | 34 |
| 1997                                                  | Hank Plays Live                        | 71 |
| 1997                                                  | Plays the Music of Andrew Lloyd Webber | 41 |
| 2000                                                  | Marvin at the Movies                   | 17 |
| 2002                                                  | Guitar Player                          | 10 |
| 2007                                                  | Guitar Man                             | 6  |
| 2013                                                  | Django's Castle                        | —  |
| 2014                                                  | Hank                                   | 8  |
| 2017                                                  | Without a Word                         | 9  |
| прочерк "—" означает, что альбом отсутствует в чарте. |                                        |    |

### Сборники
| 1987                                                  | Would You Believe It...Plus                                       |    | Переиздание LP-альбома 1969 года с бонусными треками |
| 1994                                                  | The Best of Hank Marvin & the Shadows                             | 19 |                                                      |
| 1995                                                  | Handpicked                                                        | —  |                                                      |
| 1997                                                  | The Very Best of Hank Marvin & the Shadows: The First 40 Years    | 56 |                                                      |
| 1998                                                  | Another Side of Hank Marvin                                       | —  |                                                      |
| 2001                                                  | The Singles Collection: The 80's & 90's Hank Marvin & the Shadows | —  |                                                      |
| 2004                                                  | Shadowing the Hits                                                | —  |                                                      |
| 2004                                                  | Guitar Ballads                                                    | —  |                                                      |
| 2007                                                  | Hank Marvin & the Shadows Play the 60's                           | —  |                                                      |
| 2008                                                  | The Solid Gold Collection                                         | —  |                                                      |
| 2019                                                  | Gold                                                              | 9  |                                                      |
| прочерк "—" означает, что альбом отсутствует в чарте. |                                                                   |    |                                                      |